# Canossianer

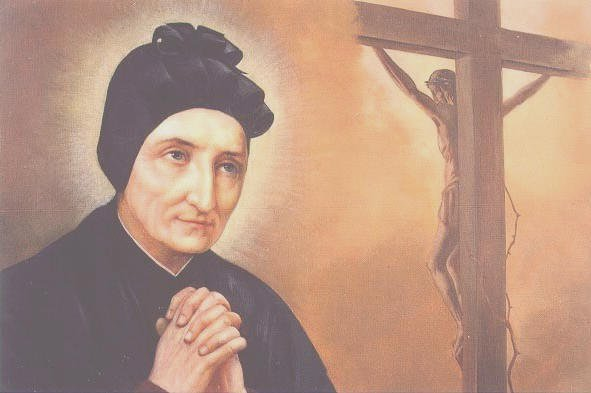
Die Initiatorin Magdalena Gabriela von Canossa

Die Canossianer („Söhne der Liebe“, lateinisch Congregatio Filiorum a caritate vulgo Canossiani, Ordenskürzel: FCC) sind eine Ordensgemeinschaft in der römisch-katholischen Kirche. Die Canossianer sind ein Institut des geweihten Lebens und wurden 1831 auf Initiative der Heiligen Ordensschwester Magdalena Gabriela von Canossa (1774–1835) in Venedig gegründet. Schon 1808 hatte sie in Verona die weibliche Kongregation der Canossianerinnen gegründet.

## Geschichte
Bereits 1799 begannen die ersten Überlegungen und Planungen zur Gründung einer „Kongregation der göttlichen Liebe“. Zunächst war an eine aus weiblichen und männlichen Ordensmitgliedern bestehende Institution gedacht. Dieser in Mailand begonnene Versuch scheiterte jedoch im Jahre 1826. Am 23. Mai 1831 wurde, auf Anregung von Magdalena Gabriela von Canossa, die männliche Kongregation unter Leitung von Pater Francesco Luzzo Ocam, zusammen mit zwei Laienbrüdern in Venedig, initiiert. Im September 1831 wurde die Gründung der Kongregation der Canossianer von Papst Gregor XVI. genehmigt und tatkräftig unterstützt.
1830 erhielten sie durch den Patriarchen von Venedig, Kardinal Ramazzotti, die Zuerkennung einer Kongregation nach bischöflichem Recht. Die Kongregation konnte nun eine Ordenstracht tragen. 1897 wurden die erstellten Ordensregeln durch den Patriarchen von Venedig Angelo Giuseppe Kardinal Roncalli, dem späteren Papst Johannes XXIII., genehmigt. Fortan standen die Canossianer unter der Reputation des venezianischen Patriarchen, ein weiterer großer Förderer der Ordensgemeinschaft war Kardinal La Fontaine.
In den Jahren 1928–1952 erlebte die Kongregation unter der Leitung des Paters Angelo Pasa, der von 1946 bis 1952 das Amt des Generalsuperior bekleidete, eine große Ausbreitung. 1939 erhielt die Ordensgemeinschaft durch Kardinal Piazza die kanonische Zuerkennung und 1949 durch Papst Pius XII. die endgültige päpstliche Approbation zum „Institut des geweihten Lebens“.

## Organisation und Aktivitäten
Ihr Arbeitsfeld ist die Ausbildung und Betreuung von Jugendlichen sowie die Gestaltung der Freizeit und die Katechese, hierzu errichteten sie mehrere Jugendfreizeitheime. 1966 bezogen sie die erste Missionsstation in Brasilien, heute haben sie Niederlassungen auf den Philippinen, in Osttimor, Indien, Kenia und Tansania. Ihre Ordensgemeinschaft ist mit 32 Gemeinden weltweit vertreten, sie zählen 160 Mitglieder, von denen 115 dem Priesterstand angehören. Seit 2000 ist Pater Giovanni Antonio Papa der Generalsuperior des Ordens.